# Grünkohl

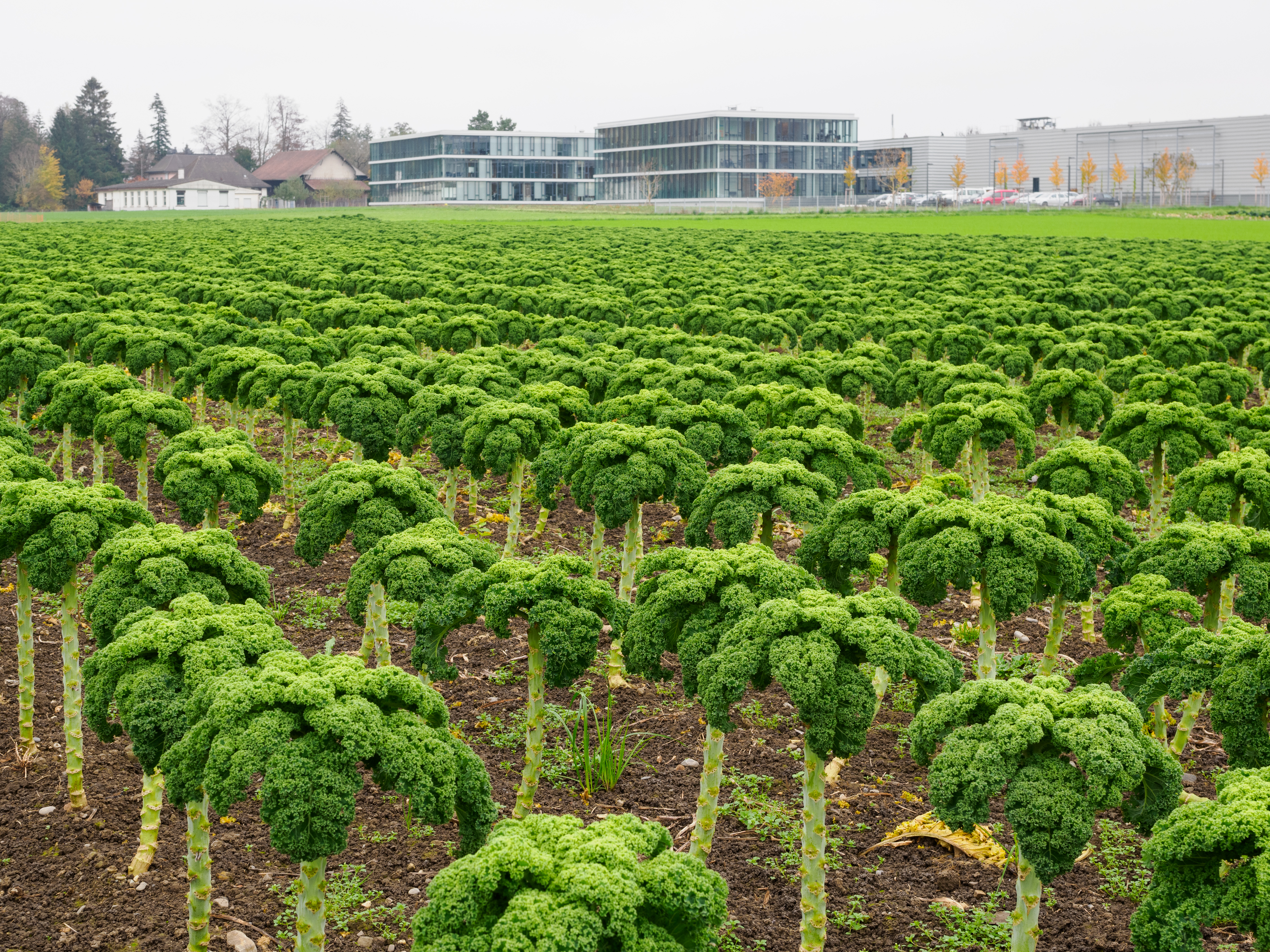
Federkohl- bzw. Grünkohlfeld in Tägerwilen (Thurgau)

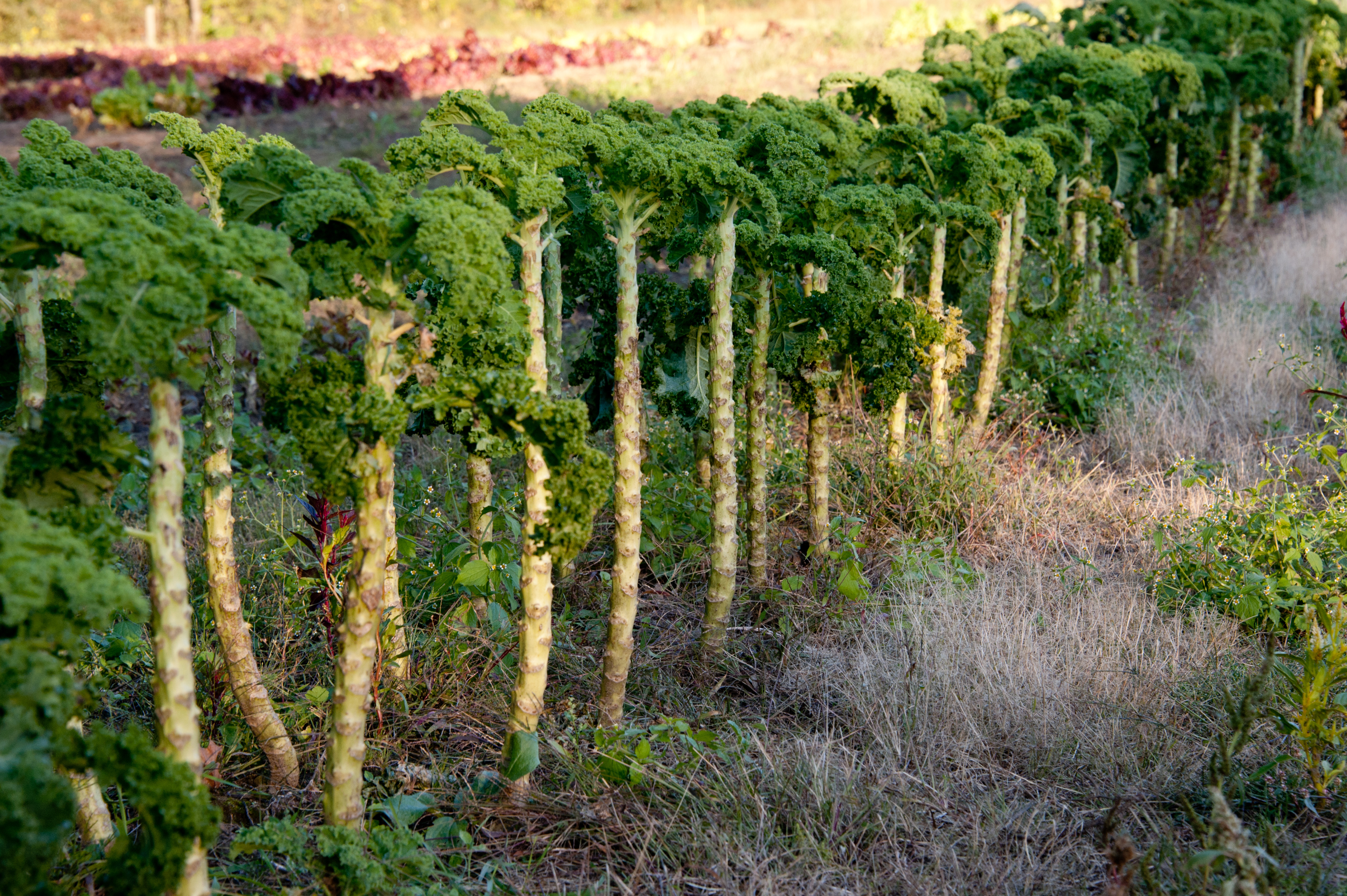
Brassica oleracea var. sabellica, Palmen-Wuchs

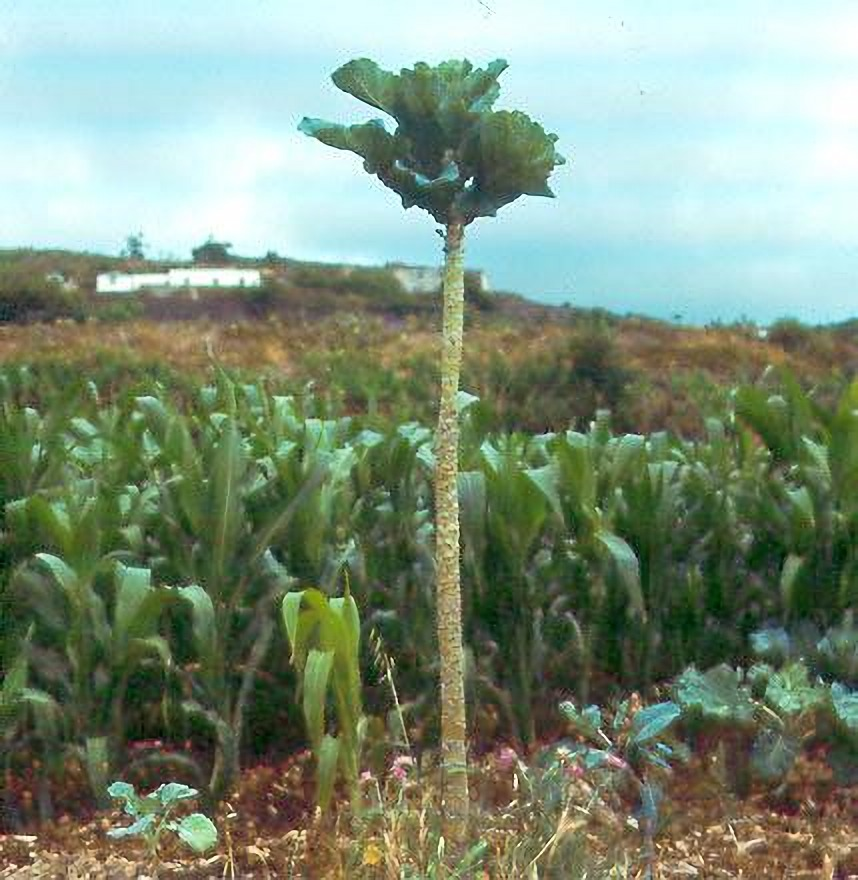
Brassica oleracea longata in der Variante Jersey Kohl

Der Grünkohl, Braunkohl oder Krauskohl (Brassica oleracea var. sabellica L.) gehört zur Familie der Kreuzblütengewächse (Brassicaceae). Er ist ein typisches Wintergemüse und eine Zuchtform des Gemüsekohls (Brassica oleracea).
Grünkohl ist weltweit verbreitet. Er wurde als eine der ersten Kohlsorten bereits sehr früh auf dem eurasischen Kontinent verbreitet. Spanier, Portugiesen, Briten und Niederländer haben ihn dann auf den amerikanischen Kontinent eingeführt.

## Weitere Namen
Man kennt Grünkohl unter Namen wie Burenkohl, borecole und kale (z. B. in den USA und Australien), curly kale und green cabbage (im Vereinigten Königreich, Australien), boerenkool (in den Niederlanden), fodros kel (in Ungarn), Krauskohl, chou frisé oder chou kale (in Frankreich), col crespa (in Spanien), cavolo riccio (in Italien) und noch vielen anderen Namen.
In der Schweiz trägt er den Namen Federkohl, ist aber – außer im Dreiländereck um Basel – vergleichsweise wenig bekannt. Dies gilt auch für Süddeutschland und Österreich.
Regional wird er Braunkohl (beispielsweise in Braunschweig, Magdeburger Börde und Bremen), in der Region Hildesheim auch Hochkohl, Winterkohl, Strunkkohl oder Krauskohl oder auch nur Kohl genannt. Hochstielige Varianten tragen in Norddeutschland auch regionale Bezeichnungen aufgrund des markanten Wuchses (bis über zwei Meter) als „Palme“ wie Oldenburger oder Friesische Palme. In Ostwestfalen-Lippe wird urkundlich belegt seit der frühen Neuzeit die Variante Lippische Palme oder Lippischer Braunkohl
(Brassica oleracea convar. acephala var. sabellica) kultiviert mit einer deutlich violett-bräunlichen Blatt- und Stielfarbe.
Insbesondere die Bezeichnung Braunkohl sorgt für teils abenteuerliche Erklärungen der Namensherkunft. Nicht ganz ernst gemeinte Vorschläge stellen z. B. einen Bezug zur Braunkohle her. Braunschweiger hingegen verkünden voller Stolz, der Braunkohl komme aus Braunschweig und trage daher seinen Namen. Umstritten ist auch die Erklärung, dass die Namensgebung Braunkohl etwas mit der Verfärbung des Kohls nach mehrmaligem Aufwärmen zu tun haben könnte. Falsch ist die Erklärung, der Kohl verfärbe sich nach Frost bräunlich.
Folgendes dürfte dagegen richtig sein: Es gibt verschiedene Sorten dieses Kohls, die sich u. a. in der Färbung ihrer Blätter unterscheiden. Die regionaltypischen Bezeichnungen einzelner Kohlsorten blieben erhalten, obwohl im Handel faktisch nur noch agrarindustriell erzeugte Grünkohl-Hybride erhältlich sind.
 
So wurde im Bremischen wie auch im Oldenburgischen noch im 19. Jahrhundert der sogenannte Langkohl (Brassica oleracea longata) gegessen. Dieser Langkohl hat eindeutig bräunlich-violette Blätter und wurde daher auch ausdrücklich als Braunkohl bezeichnet. Die unteren Blätter des mannshoch wachsenden Strunks wurden früher als Viehfutter verwendet. Die oberen Röschen des Langkohls sind für den menschlichen Verzehr geeignet. Da es kaum noch Vieh in den Städten gibt, mit dem man sich den Kohl teilen könnte, verschwand der Langkohl nahezu vollständig aus dem Anbau. Die Erinnerung an den Langkohl lebt jedoch im Namen Braunkohl fort. In Braunschweig gibt es zudem seit dem Frühjahr 2008 ein Projekt zur Nachzucht des „echten“ Braunkohls.

## Sorten
Alle Blattkohlsorten sind eng verwandt mit dem Wildkohl, sodass es häufig auch mit dem Palmkohl und untereinander zu unkontrollierten Kreuzungen und Hybridisierungen kommen kann.

### Braunkohlsorten
- Altmärker Braunkohl
- Rote Palme, wird bis 1,8 m hoch – Kreuzung aus alten norddeutschen Regionalsorten
- Roter Krauskohl, Kreuzung aus drei alten Sorten, die ca. 0,8 m hoch wird und eine mittlere Kräuselung hat; ist aber nicht sehr frostresistent
- Lippische Palme, die Blätter sind kraus, rötlich-blau und frosthart – wird ebenfalls bis 1,8 m hoch

### Grünkohlsorten

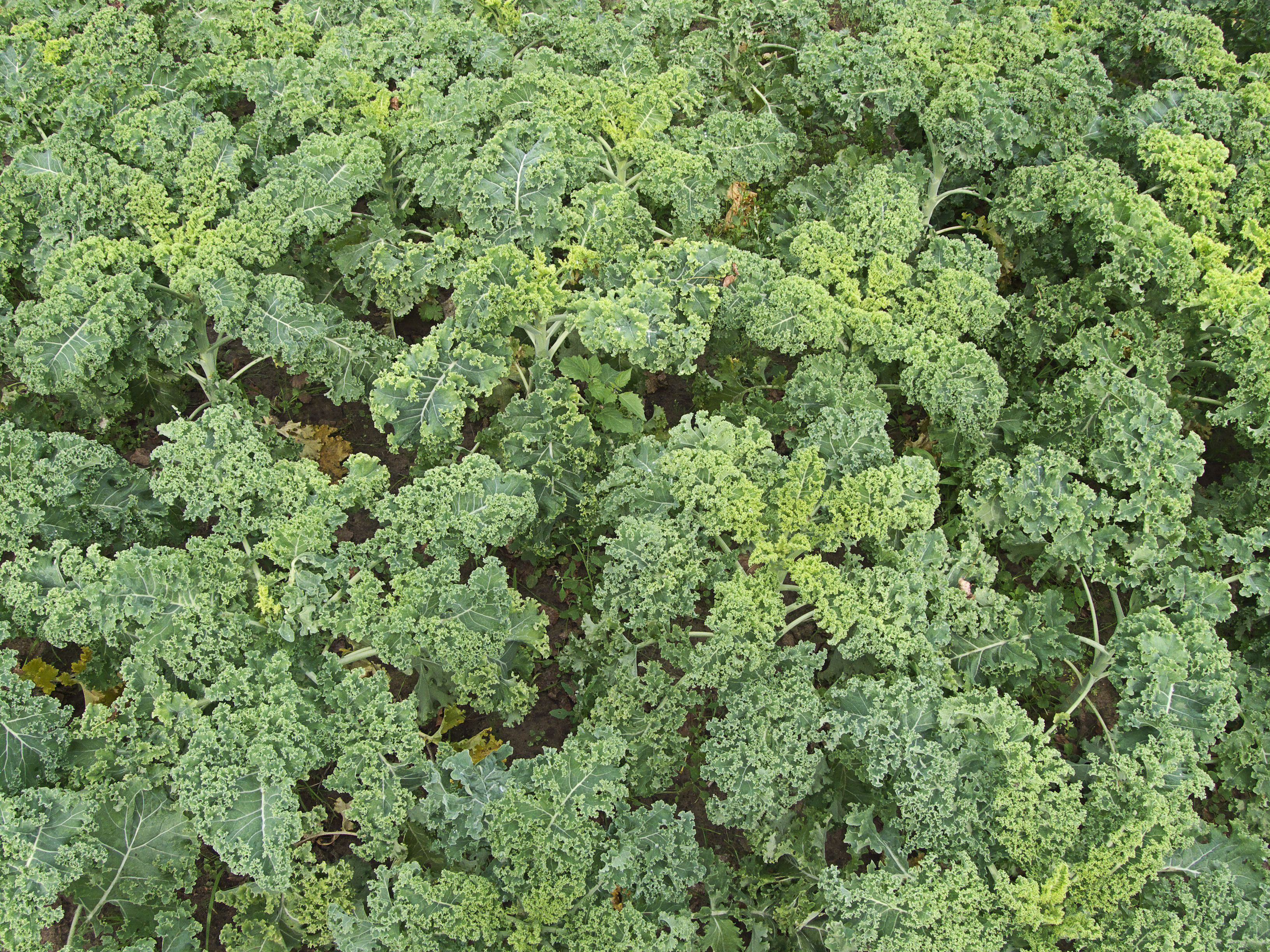
'Westlandse winter'

- Halbhoher Grüner Krauser, Standardhandelssorte
- Niedriger Krauser, Sorte mit mooskrausem Blatt, die wegen der nicht automatisierbaren Ernte aus dem EU-Sortenregister gestrichen wurde
- Lerchenzungen, eine im Hamburger Raum tradierte Sorte[4]
- Holter Palme, wird bis zu 1,1 m hoch mit einer hellgrünen, sehr feinkrausigen großen Rosette
- Niedriger von Rosenweide
- Ostfriesische Palme, wird wie die Rote Palme bis zu 1,8 m hoch
- Ostfreeske Groenkohl
- Gekräuselter Grünkohl, niedrig wachsende Sorte aus Ost-Europa
- Kapitan, osteuropäische Sorte
- Scarlet rot, leicht rotblättrige Sorte, die beim Kochen grün wird
- Thousand Heads, alte Sorte aus Schottland, die als extrem winterhart und widerstandsfähig gilt – in Schottland und England die beliebteste Sorte und eine der wenigen Sorten, die das nass-kalte Klima der schottischen Highlands vertragen
- Westländer Winter
- Westländer Herbst
- Westländer Halbhohes Fingerkraut

### Weitere Sorten
- Russian Red, mehrjährige, traditionell aus Russland stammende Sorte,[5] die um 1885 von Immigranten nach Kanada gebracht wurde
- Black Magic, italienische Sorte, die frosthart gezüchtet wurde aus alten toskanischen Sorten

Kalettes sind als Neuzüchtung eine Kreuzung aus Grünkohl und Rosenkohl.

## Herkunft
Alle heute kultivierten Kohlvarietäten, darunter auch der Braun- und Grünkohl, stammen vom Wildkohl (Brassica oleracea L.) ab. Die Stammart kommt heute noch in den Mittelmeerländern und an der Atlantikküste von der Bucht von Biskaya bis nach Südengland sowie auf Helgoland vor. Der grüne Krauskohl wird seit dem 3. Jahrhundert v. Chr. in Griechenland und seit der römischen Zeit in Italien angebaut. In Deutschland lässt er sich mit Hilfe der Kräuterbücher des 16. und 17. Jahrhunderts nachweisen. So findet sich beispielsweise eine Abbildung des Krausen Kohls bei Leonhart Fuchs (1542: 413).
Typische Anbaugebiete heute sind Mittel- und Westeuropa, Nordamerika und Ost- sowie Westafrika. Im Norden Deutschlands konkurrieren die Städte Bremen und Oldenburg darum, wessen „Spezialität“ der Grünkohl denn nun ist. In Bremen wird er seit 1545 alljährlich im Rahmen der traditionellen Schaffermahlzeit serviert, einer Veranstaltung, zu der im Februar jeweils 100 kaufmännische und 100 seemännische Schaffer sowie 100 Gäste zusammenkommen. Oldenburg hält seit 1956 mit dem „Defftig Ollnborger Gröönkohl-Äten“ in der Hauptstadt Berlin dagegen. Der Abend dient in erster Linie dazu, für die Interessen der Stadt und der Region zu werben.

## Anbau

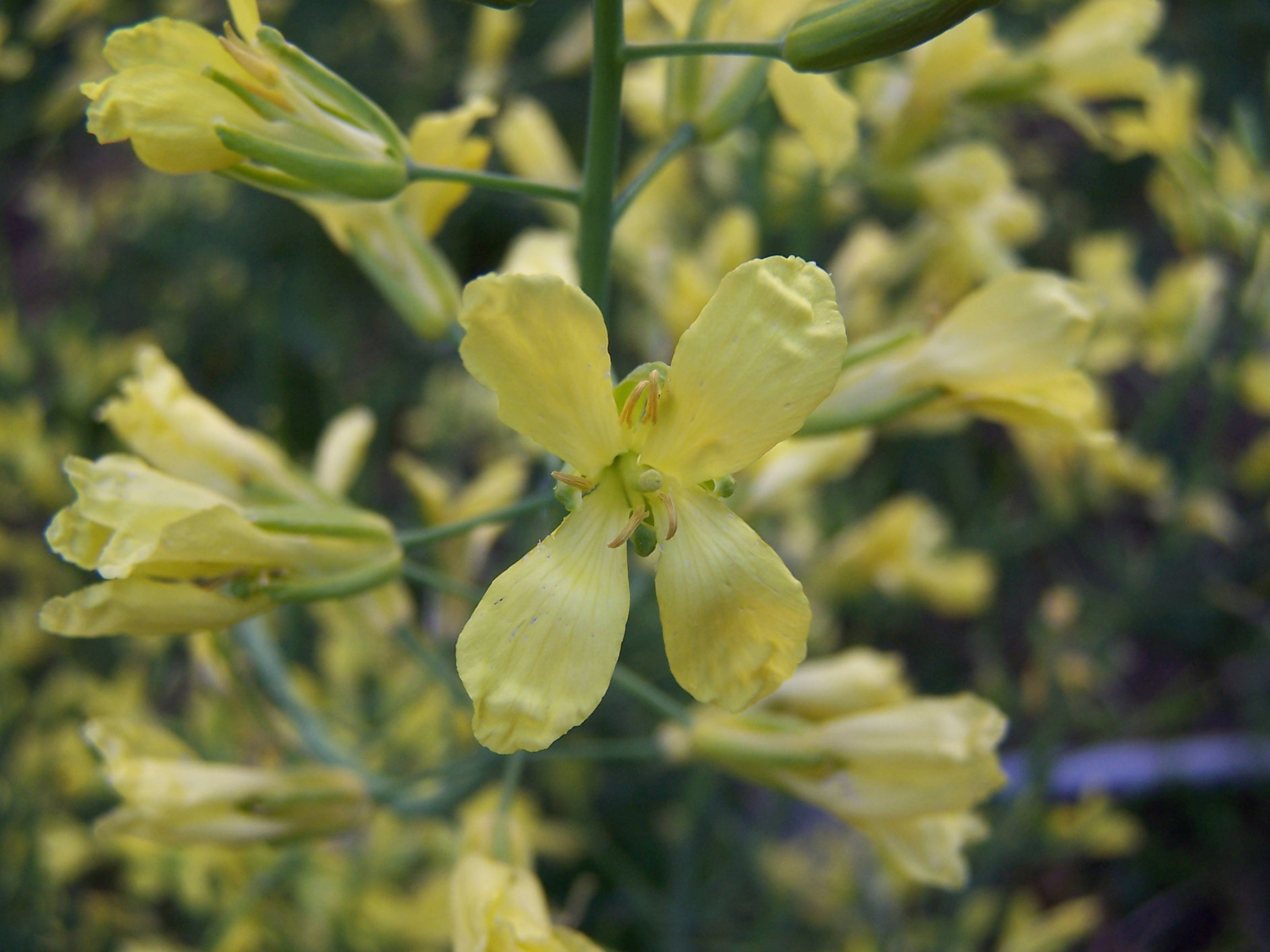
Blühender Grünkohl: Er ist eine zweijährige Pflanze, blüht also im zweiten Jahr.

Grünkohl ist eine schnellwüchsige Blattkohlart. Wie bei allen Kohlarten, außer bei Blumenkohl und Broccoli, werden im zweiten Jahr Blüten gebildet. Dabei werden große Blütenstände mit vielen gelben Blüten ausgetrieben. Nach der Befruchtung entstehen Schoten mit vielen Samen.
Jungpflanzen können ab Mai im Frühbeet gezogen werden. Sie werden in einem Abstand von 40 × 80 cm ins Beet gesetzt, dabei ist auf eine ausreichende Tiefe zu achten, um den Befall durch die Kohlfliege zu vermindern. Im Garten verträgt sich der Grünkohl ausgezeichnet mit benachbarten Tomaten, Stangenbohnen, Spinat, Sellerie, Rhabarber, Radieschen, Pflück- und Kopfsalat, Lauch, Gurken und Erbsen. Weniger gute Nachbarkulturen sollen Zwiebeln, andere Kohlsorten, Knoblauch oder Kartoffeln sein. Wie bei allen Kohlarten soll auf der gleichen Fläche, auf der Kohlarten angebaut wurden, mehrere Jahre auch kein Grünkohl angebaut werden, um Krankheiten vorzubeugen.

## Ernte

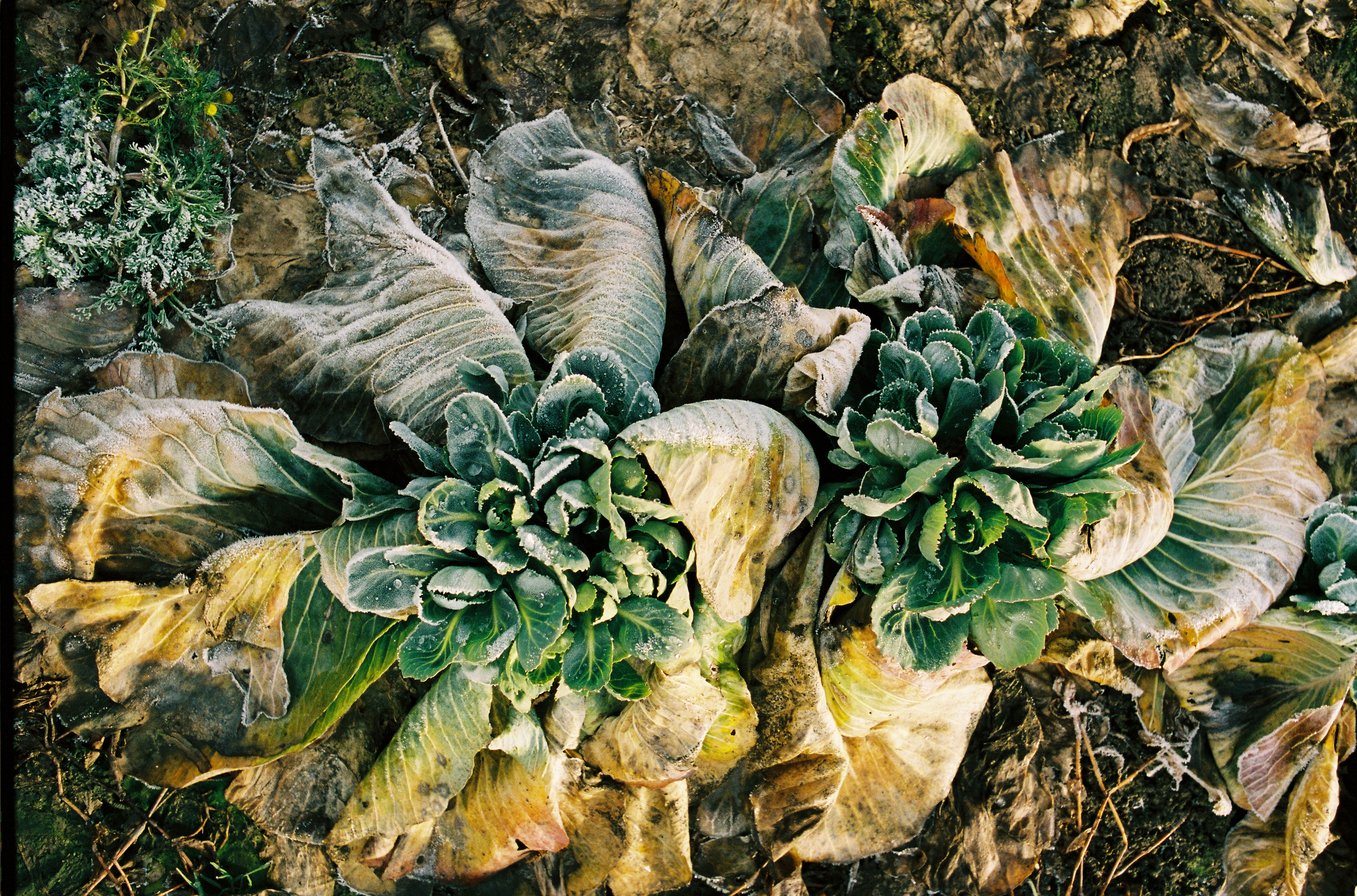
Überfrorener Grünkohl

Während der industriell verarbeitete Grünkohl schon ab September geerntet wird, wartet man bei der eigenen Anzucht bis zum ersten Frost. Grünkohl kann den ganzen Winter über geerntet werden, allerdings sollten Kahlfröste ab −10 °C und mehr vermieden werden.

### Ernte nach dem ersten Frost
Es heißt oft, durch den Frost werde ein Teil der im Grünkohl enthaltenen Stärke in Zucker umgewandelt, weshalb der nach den ersten Frösten geerntete Kohl besser schmecke. Tatsächlich spielen Frost und Stärke keine Rolle, sondern es kommt auf die späte Ernte und allgemein niedrige Temperaturen an. Reifer Grünkohl enthält kaum noch Stärke, die umgewandelt werden könnte, bildet durch die Photosynthese aber weiterhin Traubenzucker. Durch die niedrigen Temperaturen verlangsamen sich die Stoffwechselvorgänge allgemein, besonders die Tätigkeit des Enzyms Phosphofructokinase wird stark gehemmt – der Zuckergehalt der Kohlblätter steigt an. Da diese Traubenzucker-Anreicherung nur bei der lebenden Pflanze stattfindet und der Frost selbst keine Rolle spielt, kann der Effekt der späten Ernte nicht durch kurzes Einlagern des geernteten Kohls in der Kühltruhe imitiert werden.
In der industriellen Landwirtschaft werden auch Sorten verwendet, die von vorneherein einen hohen Zuckeranteil haben und deshalb früher geerntet werden können.

## Schädlinge
Erheblichen Schaden können dem Grünkohl sowohl die Weiße Fliege, der Kleine und Große Kohlweißling wie auch die Kohlfliege zufügen. Eine gefürchtete Krankheit ist die Kohlhernie, die nicht nur die direkt betroffene Ernte vernichtet, sondern Kohlanbau auf der betroffenen Fläche für Jahre unmöglich macht.

## Eigenschaften
Grünkohl hat mit 8,68 mg β-Carotin/100 g den höchsten Gehalt an Betacarotin von allen Lebensmitteln und gehört zu den Kohlsorten mit dem höchsten Gehalt an Vitamin C. Roher Grünkohl zählt mit ca. 105–150 mg/100 g zu den Vitamin-C-reichsten Lebensmitteln überhaupt; allerdings wird Grünkohl selten roh gegessen. Außerdem enthält er Senfölglykoside wie Glucobrassicin, Glucoiberin und mit 729 μg/100 g relativ viel Vitamin K.

## Zubereitung

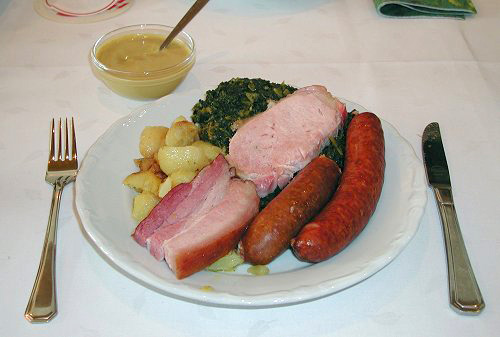
Grünkohlgericht mit Bratkartoffeln, Pinkel, Kassler und Speck

Klassisch wird Grünkohl mit Schmalz oder Öl und Zwiebelwürfeln angedünstet und mit Brühe aufgegossen; danach wird er zwischen 45 Minuten und mehreren Stunden gekocht, wobei zu langes Kochen viele der wertvollen Inhaltsstoffe zerstört.
Entgegen der weit verbreiteten Rezeptur des längeren Kochens kann Grünkohl auch mit kürzerer Garzeit zubereitet werden. Blanchiert schmeckt er auch im Salat, der mit kräftigen Aromen wie Speck, Schinken und Zwiebeln verfeinert werden kann. In der Region Prignitz in Brandenburg findet der Grünkohl auch im Knieperkohl Verwendung.
Darüber hinaus hat er zumindest in den USA auch als Rohkost seinen Platz. Dort ist er Bestandteil vieler „Green-Smoothie“-Rezepte und ein beliebter Bestandteil in Salaten. Außerdem ist er dort unverzichtbare Zutat in der Südstaatenküche.
Seit einigen Jahren wird Grünkohl zunehmend als pikanter Snack in Form von Chips (engl. kale chips) gegessen. Die zerkleinerten Blätter werden gewürzt und anschließend gebacken, frittiert oder für Chips in Rohkostqualität bei schonenderen Temperaturen getrocknet. Die im Handel, insbesondere im Naturkosthandel, erhältlichen Grünkohlchips sind meist mit gemahlenen Nüssen verfeinert.

## Verbreitung
Im Oldenburger Land, in Bremerhaven und Bremen, im Osnabrücker Land, im Land Hadeln, in Ostfriesland, Grafschaft Bentheim und in weiteren Teilen Niedersachsens und Schleswig-Holsteins wird ein regelrechter Kult um dieses Gemüse betrieben. Dort gehen in den Herbst- und Wintermonaten Vereine, Firmen und sonstige Gruppen auf Kohlfahrt und küren dabei ihren Kohlkönig, häufig kombiniert mit den regionaltypischen Sportarten Boßeln und Klootschießen.
Ein typisches Gericht Nordwestdeutschlands ist „Kohl und Pinkel“ (Grünkohl mit einer geräucherten Grützwurst). Im Osnabrücker Land, in Hamburg und Schleswig-Holstein isst man Grünkohl traditionell mit Kasseler, Kohlwurst oder grober Bratwurst, Bratkartoffeln und oft auch mit Zucker bestreut, was die in der norddeutschen Küche verbreitete Geschmackskombination des Broken sööt ausmacht. Im Braunschweiger und Hildesheimer Land, in der Region Hannover sowie in Magdeburg wird er mit Bregenwurst gegessen. In Mecklenburg und Vorpommern wird Grünkohl traditionell als Wintergericht mit Kasseler, Lungwurst und/oder Schweinebacke und Salzkartoffeln gegessen.
In Brandenburg und Berlin wird Grünkohl zu Weihnachten zu Kaninchen gegessen, alternativ mit Knacker oder Wiener Würstchen.
Beliebt ist auch die derbe westfälische Zubereitung (Münsterland und besonders Sauerland), wobei der gerupfte Kohl mit feingehackter Zwiebel, geräucherter Mettwurst (und je nach Geschmack auch mit Kassler, Räucherspeck oder Rippchen) zubereitet und mit Salzkartoffeln serviert wird. Die gleichen Zutaten können auch zusammen gekocht als Grünkohleintopf zubereitet werden.
In Süddeutschland, Österreich und der Schweiz ist Grünkohl eher unbekannt. In Baden-Württemberg galt er lange Zeit als Hasenfutter, heute wird er aber zunehmend als schmackhaftes Wintergericht geschätzt.
In den Niederlanden gilt boerenkoolstamppot, ein Eintopf aus Grünkohl und Kartoffeln, serviert mit Gelderse Rookworst (Gelderländische Räucherwurst) als nationaltypisches Wintergericht. In Dänemark und in Südschweden (Halland und Blekinge) ist Grünkohl ein beliebtes Gericht zu Weihnachten und wird zusammen mit dem traditionellen Weihnachtsschinken gegessen.
Grünkohl boomt in den USA bei Vegetariern und bei fitness- und gesundheitsbewussten Personen. McDonald’s hat sich 2013 in der Werbung noch lustig darüber gemacht, bietet jedoch versuchsweise ab Mai 2015 in Südkalifornien ein Frühstücksgericht mit Spinat und Grünkohl an.

## Gesellschaft
Das Grünkohlessen ist ein Brauch in weiten Teilen Norddeutschlands sowie in Teilen Skandinaviens. In vielen Gemeinden, in denen das Grünkohlessen zelebriert wird, werden auch Kohlkönige gekürt. Während es sich dabei meistens um örtliche Honoratioren handelt, wird in einigen Städten, etwa Osnabrück, Oldenburg und Dresden, diese Würde an Prominente aus Wirtschaft, Unterhaltung, Politik oder Sport vergeben.
Die Stadt Oldenburg lädt einmal im Jahr hochrangige Persönlichkeiten aus Politik, Wirtschaft und Kultur ein, um anlässlich des „Defftig Ollnborger Gröönkohl-Ätens“ im politischen Berlin für sich zu werben und einen Politiker als „Oldenburger Kohlkönig“ zu küren. Die Liste der Amtsträger umfasst alle wichtigen Namen der deutschen Politik. Auch Altbundeskanzlerin Angela Merkel und der frühere Bundespräsident Christian Wulff trugen den Titel bereits. Im Februar 2014 wurde der Botschafter der Türkei in Berlin Hüseyin Avni Karslıoğlu zum neuen Titelträger berufen, der sich selbst in seiner kabarettistischen Inaugurationsrede getreu der Traditionen seines Heimatlandes als Grünkohl-Sultan bezeichnete, im Jahr davor war es der Bundesumweltminister Peter Altmaier. Der Veranstalter hofft, dass sich der König oder die Königin während der „Amtszeit“ für die Interessen der Stadt einsetzt. Jeder König bzw. jede Königin hat die Pflicht, die Stadt Oldenburg mindestens einmal während der Regentschaft zu besuchen. Dies geschieht meist im Rahmen des Stadtfestes oder des Kramermarktes.
Die „Osnabrücker Mahlzeit“ ist etwas älter als ihr Oldenburger Pendant. Hier wird seit 1954 ein „Grünkohlkönig“ gekürt. Unter anderem trugen Rudolf Beckmann (1963), Hubertus Brandenburg (1973), Otto Graf Lambsdorff (1978), Christian Wulff (2006) und Stephan Weil (2019) den Titel.

## Biomonitoring
Grünkohl wird zum aktiven Biomonitoring eingesetzt. Zunächst nur zur Immissionswirkung von polyzyklischen aromatischen Kohlenwasserstoffen (PAK) entwickelt, wird es auch für andere organische Stoffe und Stoffgruppen sowie anorganische Schadstoffe eingesetzt. So wurde die Verseuchung der Umgebung mit polychlorierten Biphenylen durch die Envio AG im Gebiet des Dortmunder Hafens zunächst mit Grünkohlpflanzen erfasst. Auch die Erfolgskontrolle von Maßnahmen zur Reduzierung der Emissionen von polychlorierten Dibenzodioxinen und Dibenzofuranen im Süden von Duisburg in den 1990er-Jahren geschah mithilfe von Grünkohl. Am Flughafen Berlin Brandenburg sollen unter anderem mit der standardisierten Exposition von Grünkohl die Umweltauswirkungen von Luftverkehr und Flughafenbetrieb beobachtet werden.